# Víctor Muñoz
Víctor Muñoz Manrique (Zaragoza, 1957. március 15. –) Európa-bajnoki ezüstérmes spanyol válogatott labdarúgó, edző.

## Pályafutása

### Klubcsapatban
Zaragozában született, Aragóniában. 1976 és 1981 között a Real Zaragoza játékosa volt. 1981-ben az FC Barcelona igazolta le, ahol meghatározó játékos volt hét éven keresztül. 1983. június 4-én az ő góljával győzték le a Real Madridot a spanyol kupa döntőjében. 1988 és 1990 között Olaszországban, a Sampdoriában játszott, majd hazatért a Real Zaragozához. Pályafutását 34 évesen Skóciában fejezte be a St. Mirren FC játékosaként, ahová a korábbi barcelonai csapattársa, Steve Archibald invitálására került. 

### A válogatottban
1981 és 1988 között 60 alkalommal szerepelt a spanyol válogatottban és 3 gólt szerzett. Egy Wembleyben rendezett Anglia elleni barátságos mérkőzés alkalmával mutatkozott be 1981. március 25-én, amely 2–1-es hazai spanyol győzelemmel zárult. Részt vett az 1984-es és az 1988-as Európa-bajnokságon, illetve az 1986-os világbajnokságon.

#### Góljai a válogatottban
| #  | Dátum                | Helyszín                               | Ellenfél    | Eredmény | Végeredmény | Sorozat              |
| -- | -------------------- | -------------------------------------- | ----------- | -------- | ----------- | -------------------- |
| 1. | 1982. február 24.    | Luis Casanova, Valencia, Spanyolország | Skócia      | 1–0      | 3–0         | Barátságos           |
| 2. | 1982. november 17.   | Dublin, Írország                       | Írország    | 1–3      | 3–3         | 1984-es Eb-selejtező |
| 3. | 1986. szeptember 24. | El Molinón, Gijón, Spanyolország       | Görögország | 3–0      | 3–1         | Barátságos           |

### Edzőként
Edzőként az 1990-es évek közepén kezdett el dolgozni. Többek között a RCD Mallorca, a CD Logroñés, a UE Lleida, a Villarreal CF és a Zaragoza csapatát is edzette. A Real Zaragozával megnyerte a spanyol kupa 2003–04-es sorozatát, ahol a döntőben a Real Madridot győzték le 3–2-re.
2006. október 8-án két éves szerződést írt alá a görög Panathinaikósszal, ezzel 10 év alatt ő lett a 18. edző a görög csapat élén. A szerződését nem töltötte ki és 2007 júniusában visszatért Spanyolországba a Recreativo Huelva kispadjára, ahonnan következő év februárjában menesztették.
A 2008–09-es idényben a Getafe együttesét edzette, de a gyenge szereplés miatt 2009 áprilisban távozott, helyét a korábbi Real Madrid játékos Míchel vette át.
2010 decemberében az orosz Tyerek Groznij kispadjára ült le, de mindössze egy hónap után távozott. 2011. szeptemberében a svájci Neuchâtel Xamax harmadik számú edzője lett, majd később az első csapat irányítását is átvette. 2012 és 2013 között a szintén svájci FC Sion vezetőedzője volt.

## Sikerei, díjai

### Játékosként
FC Barcelona
- Spanyol bajnok (1): 1984–85
- Spanyol kupa (2): 1982–83, 1987–88
- Spanyol ligakupa (2): 1982–83, 1985–86
- Spanyol szuperkupa (1): 1983
- Kupagyőztesek Európa-kupája (1): 1981–82

UC Sampdoria
- Olasz kupa (1): 1988–89
- Kupagyőztesek Európa-kupája (1): 1989–90

Spanyolország
- Európa-bajnoki döntős (1): 1984

### Edzőként
Real Zaragoza
- Spanyol kupa (1): 2003–04
- Spanyol szuperkupa (1): 2004

## Külső hivatkozások
- Víctor Muñoz adatlapja a National-Football-Teams.com oldalon (angolul)

- Víctor Muñoz (angol nyelven). FootballDatabase.eu
- Víctor Muñoz (angol nyelven). eu-football.info
- Víctor Muñoz (játékos profil) (angol, katalán, spanyol nyelven). BDFutbol.com
- Víctor Muñoz (edzői profil) (angol, katalán, spanyol nyelven). BDFutbol.com
- Víctor Muñoz (játékos profil) (német nyelven). kicker.de
- Víctor Muñoz (edzői profil) (német nyelven). kicker.de
- Víctor Muñoz adatlapja a worldfootball.net oldalon (angolul)